# 小林行雄
小林行雄（こばやし ゆきお，1911年8月18日—1989年2月2日），日本考古学家，文学博士，京都大学名誉教授，日本学士院恩赐奖获奖者。

## 生平
1911年8越18日生于兵库县神户市。1932年（昭和7年）于神户高等工业学校（現：神户大学工学部）毕业后担任副手，离职后参与关西地区的发掘调查工作。1935年（昭和10年）成为京都帝国大学文学部研究助理。1945年（昭和20年）应召入伍海軍，战后于1953年（昭和28年）升任讲师，并于1954年（昭和29年）获得日本学士院恩赐奖。1955年1月，他在《史林》38卷1号上发表了《古墳产生的历史意义》一文。1974年（昭和49年）晋升为教授，次年退休，成为名誉教授。
1937年（昭和12年），他注意到从九州到近畿地方分布的陶器具有共同的特征，于是将这种陶器称为“遠賀川式陶器”。
他注重从遗址和古坟出土的遗物入手，进行了精细的系统分类研究。这种研究方法被认为是确立了后来日本古代社会动态和文化理解的基本方法。特别是他于1965年（昭和40年）在论著《古镜》中对三角缘神兽镜的类型学研究受到高度评价。

## 著書
- 《大和唐古弥生式遺跡の研究》桑名文星堂 1943
- 《日本古代文化の諸問題 考古学者の対話》高桐書院 1947
- 《日本考古学概説》創元選書 1951
- 《福冈县絲島郡一貴山村田中銚子塚古墳の研究》便利堂（日语：便利堂） 1952
- 《古墳の話》岩波書店、1959年
- 《陶器全集 第1巻 埴轮》平凡社 1960
- 《古坟时代の研究》青木书店 1961
- 《古代の技術》正続 塙選書 1962-1964
- 《古鏡》学生社 1965
- 《国民の歴史 女王国の出現》文英堂（日语：文英堂） 1967
- 《民族の起源》塙新書 1972
- 《古墳文化論考》平凡社 1976
- 《小林行雄考古学選集》真陽社

1、弥生文化の研究　2005年
2、古墳文化の研究　2010年

### 共著・編
- 《弥生式土器（日语：弥生土器）聚成図録》正編 東京考古学会、1938-1939年、与森本六爾（日语：森本六爾）共同编辑，解说次年出版。这部图录揭示了弥生文化从北九州开始向东扩散的情况等。
- 《弥生式土器集成》第1-2 杉原荘介（日语：杉原荘介）共編 弥生式土器集成刊行会 1958-61
- 《図解考古学辞典》水野清一（日语：水野清一）共編 東京創元社 1959
- 《世界考古学大系 第3巻 日本 第3（古墳時代）》編 平凡社 1959
- 《世界考古学大系 第4巻 日本 第4（歴史時代）》浅野清（日语：浅野清 (建築学者)）共編 平凡社 1961
- 《装飾古墳》編 藤本四八（日语：藤本四八）撮影 平凡社 1964
- 《日本文学の歴史 第1巻 神と神を祭る者》池田弥三郎（日语：池田弥三郎）、角川源義共編 角川書店 1967
- 《論集日本文化の起源 1 考古学》編 平凡社 1971

### 纪念论文集
- 《考古学論考 小林行雄博士古稀記念論文集》平凡社 1982

## 相关图书
- 《考古学論考 小林行雄博士古稀記念論文集》平凡社 1982
- 《考古学一路 小林行雄博士著作目録》平凡社 1983
- 《小林行雄先生追悼録》京都大学文学部考古学研究室 1994
- 《考古学京都学派》角田文衛（日语：角田文衞）編、雄山閣出版 増補版1997

## 脚注
1. ↑  .   [2023-05-05]. （原始内容存档于2023-05-05）.
2. ↑  .   [2023-05-05]. （原始内容存档于2023-05-06）.